# Shogoon

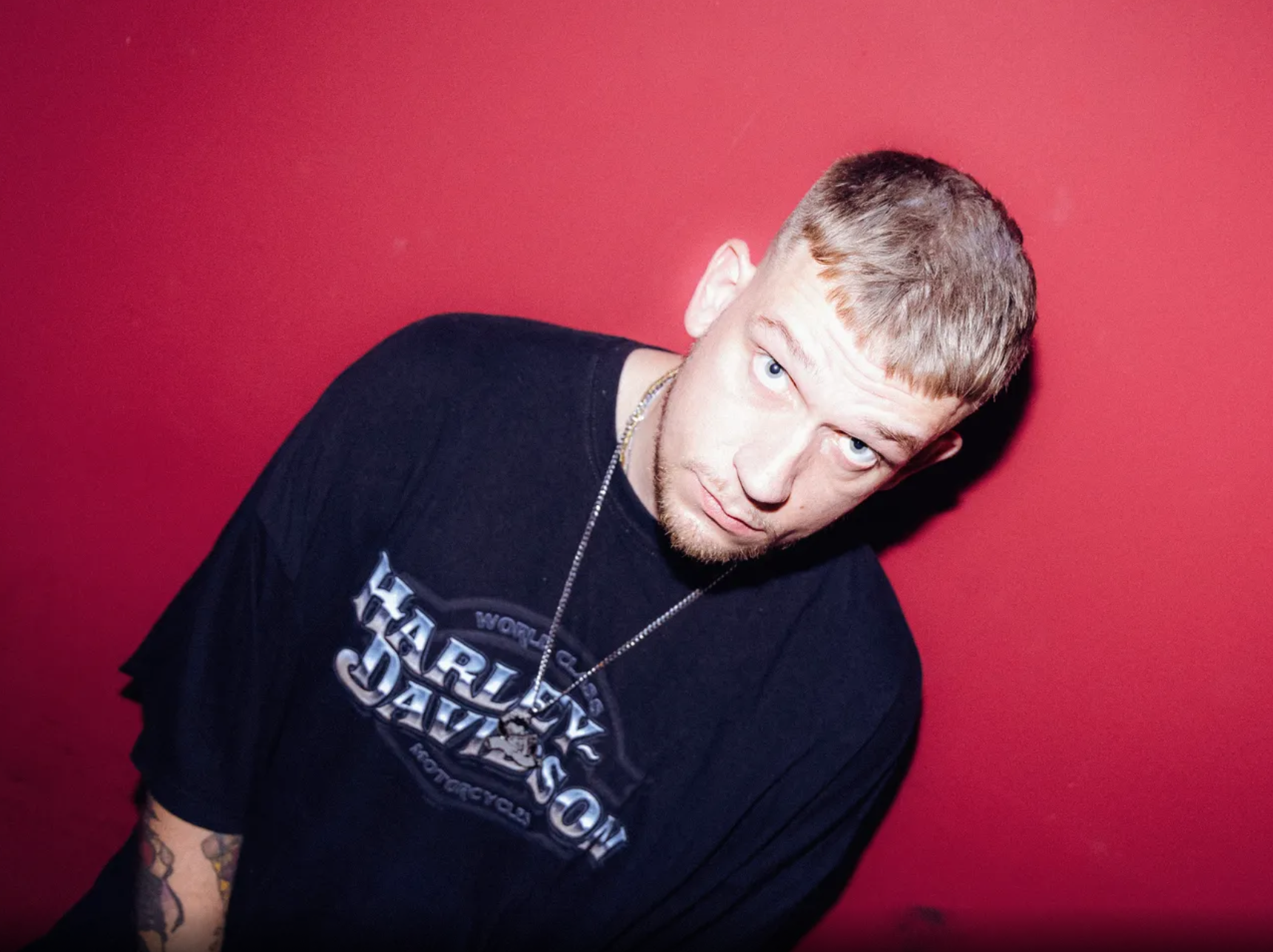
Shogoon (2023)

Shogoon (bürgerlich Fabian Boenig; * 1992 in Minden) ist ein deutscher Hip-Hop-Musiker, Produzent, Songwriter und Sänger. Ihm wird der Stil des Westcoast-Hip-Hop und G-Funk zugeschrieben.

## Leben
Nach der Trennung von Shogoons Eltern in 2002 folgte ein sozialer Abstieg, zumal die alleinerziehende Mutter arbeitslos wurde. Er besuchte dennoch das Gymnasium, ohne sich dort wohl und richtig platziert zu fühlen. Nach seinem letzten Schultag im Jahr 2012 schrieb er - inspiriert von deutscher und amerikanischer Rapmusik - seinen ersten Text. Das erste Mal rappte er in einem Club in Minden bei einer Open Mic Freestyle - Session. Seine ersten Songs veröffentlichte er im 2013 auf Facebook. Sein Künstlername basiert auf dem Begriff „Shogun“, der auf seinem Anzug beim Jiu-Jitsu-Training aufgenäht war.
Nachdem Shogoon 2014 sein erstes Mixtape namens Harakiri veröffentlicht hatte, folgte 2016 seine erste EP mit dem Titel Skoolyard, die er jedoch aufgrund von ungeklärten Samples wieder vom Markt nahm.
Shogoon brachte sich autodidaktisch das Produzieren von Musik, die Tonmischung und das Mastering bei. Er produzierte im G-Funk Stil seine erste EPAkt 1: 32425, die er seiner Heimatstadt widmete. Die EP wurde 2019 über das Berliner Plattenlabel Urban Tree Music veröffentlicht und unter anderem von einem seiner musikalischen Vorbilder Curse gehört und verbreitet.
Von Dezember 2019 bis Februar 2020 war er zusammen mit Mono und Nikitaman auf Tournee in Deutschland, Österreich und Schweiz.
Wenig später trennte er sich von Urban Tree Music. 2020 unterschrieb er einen Vertrag bei GrooveAttack, wo er 2021 seine zweite EP Poster & Platin veröffentlichte. Es folgte die Single Bleifrei zusammen mit Rapper Eko Fresh. Im Oktober 2021 erschienen die EP Akt 3: Rookie Season, auf der auch Rapper Curse vertreten ist, und der Song Kofferraum gemeinsam mit Audio88. Anfang 2022 arbeitete Shogoon an dem Song Lass es Rosen für mich regnen von Casper, Lena Meyer-Landrut und Provinz mit.
2023 veröffentlichte Shogoon sein Debütalbum Märchen. Im September 2024 folgte das Mixtape Hunger, auf dem auch BANGS, JACE, Tacho, jolle sowie grim104 vertreten sind.

## Diskografie
Studioalben
- 2023: Märchen

Mixtapes
- 2024: Hunger

EPs
- 2019: Akt 1: 32425
- 2021: Akt 2: Poster & Platin
- 2021: Akt 3: Rookie Season

Singles
- winter war hart
- 1994 MAMMUT REMIX (mit Olexesh, Celo & Abdi, Marvin Game, Die P & Curse)[14]
- Richtung Untergang (mit jolle)[15]
- Wrigleys Freestyle[16]
- Kofferraum (mit Audio88)
- Bulls 95 (feat. Curse)
- Bleifrei (feat. Eko Fresh)
- Klapphandy
- Poster
- Sidekick
- Courtside (feat. Pimf)
- Downtown
- Creméweiss
- 6 km/h
- Alte Cartoons

## Als Autor und Produzent
| Interpret                                         | Titel                                         | Beteiligung als   |
| ------------------------------------------------- | --------------------------------------------- | ----------------- |
| Casper feat. Lena Meyer Landruth & Provinz        | Lass es Rosen für mich Regner                 | Autor             |
| 1986zig                                           | Bilder von dir                                | Autor             |
| CÉLINE & Beatgees                                 | Augen leuchten                                | Autor             |
| Motrip, Lary, Giraffenaffen                       | So wie du bist                                | Autor             |
| Olexesh, Celo & Abdi, Curse, Marvin Game, Shogoon | 1994 MAMMUT REMIX                             | Produzent & Autor |
| Herr Jansen                                       | Naseweis                                      | Autor             |
| Sebastian Wurth                                   | Keine Wahl                                    | Autor             |
| CÉLINE, Giraffenaffen                             | Fühlst du die Musik                           | Autor             |
| Ardian Bujupi                                     | Etage 10                                      | Autor             |
| Curse, Italo Reno & Germany, Shogoon              | Zuhause                                       | Autor & Produzent |
| ELIF, Giraffenaffen                               | Fantasie                                      | Autor             |
| Curse, jan SEVEN dettwyler                        | Null Komma Eins                               | Autor             |
| Curse                                             | 1994                                          | Produzent         |
| Giraffenaffen                                     | Lieblingsgang                                 | Autor             |
| Giraffenaffen                                     | Schummeltag                                   | Autor             |
| Giraffenaffen                                     | Faul, wie ein Faultier                        | Autor             |
| Giraffenaffen                                     | Robo-Party                                    | Autor             |
| Giraffenaffen                                     | Intro (Die Giraffenaffen fliegen um die Welt) | Autor             |
| Giraffenaffen                                     | Superpower                                    | Autor             |